# Diplobatis
Diplobatis – rodzaj ryb drętwokształtnych z rodziny Narcinidae.

## Rozmieszczenie geograficzne
Do rodzaju należą gatunki występujące w wodach zachodniego Oceanu Atlantyckiego i wschodniego Oceanu Spokojnego.

## Morfologia
Długość ciała do 25 cm.

## Systematyka
Rodzaj zdefiniowała w 1948 roku para amerykańskich ichtiologów Henry Bryant Bigelow i William C. Schroeder w artykule poświęconym nowym rodzajom i gatunkom ryb mantokształtnych opublikowanym w czasopiśmie Journal of Marine Research. Gatunkiem typowym jest (oryginalne oznaczenie) D. ommata.

### Etymologia
Diplobatis: gr. διπλοος diploos ‘podwójny’, od δυο duo ‘dwa’; βατις batis ‘płaska ryba, zwykle stosowana w odniesieniu do płaszczki lub rai’.

### Podział systematyczny
Do rodzaju należą następujące gatunki:
- Diplobatis colombiensis Fechhelm & McEachran, 1984
- Diplobatis guamachensis Martín Salazar, 1957
- Diplobatis ommata (Jordan & Gilbert, 1890)
- Diplobatis picta Palmer, 1950